# Salinamexus browni
Salinamexus browni är en skalbaggsart som beskrevs av Moore och Legner 1977. Salinamexus browni ingår i släktet Salinamexus och familjen kortvingar. Inga underarter finns listade i Catalogue of Life.